# 317 av. J.-C.
Cette page concerne l'année 317 av. J.-C. du calendrier julien proleptique.

## Événements
- 25 février (23 mars du calendrier romain) : début à Rome du consulat de Quintus Æmilius Barbula et Caius Iunius Bubulcus Brutus. Rome achève la soumission de l’Apulie (Pouilles) et ses armées se déplacent en Lucanie[1]. Les Samnites sont encerclés de manière permanente.
- Printemps : prise d'Athènes par Cassandre, roi de Macédoine. En juillet, il fait élire archonte décennal Démétrios de Phalère qui établit un gouvernement oligarchique modéré et gouverne au nom de Cassandre. Il établit une nouvelle constitution oligarchique : le cens est fixé à 1000 drachmes[2]`.

- Septembre : Olympias, mère d’Alexandre le Grand et alliée de Polyperchon, tue Philippe III Arrhidée, demi-frère d’Alexandre et contraint son épouse Eurydice au suicide[3]. Alexandre Aigos devient seul roi à l’âge de six ans ; après la mort d’Olympias, son tuteur Cassandre, fils d’Antipater, le jette en prison. Six ans après, il sera libéré par des soldats d’Alexandre, mais il mourra empoisonné en 311 av. J.-C. à l’âge de treize ans.
- Automne, guerres des diadoques : victoire indécise d'Antigone le Borgne sur Eumène de Cardia à la bataille de Paraitacène (entre la Susiane et la Perse)[4].
- Hiver 317-316 av. J.-C. : Cassandre assiège Olympias et Roxane dans Pydna[5].

- En Inde, Chandragupta Maurya, le fondateur de la dynastie maurya, prend prétexte de l’assassinat de Porus par le Grec Eudèmus pour rejeter les Grecs hors de l'Inde. Il rassemble une armée composée des tribus républicaines du Pendjab et bat les garnisons macédoniennes. Eudèmus, le dernier général d’Alexandre, doit quitter la région[6].

- Agathoclès, fils d'un potier, prend le pouvoir à Syracuse en renversant les oligarques. Il soumet la Sicile orientale et recommence la lutte contre les Puniques. Il envahit l’Afrique, l’Italie du Sud et Corfou[7] (fin en de sa tyrannie en 289 av. J.-C.).
- L’Arménie semble être indépendante sous Orontès III, de la dynastie des Orontides[8].
- Recensement de Démétrios de Phalère à Athènes (v. 317–307 av. J.-C., mentionné par Ctésiclès), qui compte 21 000 citoyens et 10 000 métèques. Le nombre d’esclaves est évalué à 400 000[9].
- Le gouverneur d’Athènes, Démétrios de Phalère, promulgue une loi interdisant de construire des tombeaux luxueux[10].
- Fortification de Sparte[11].

## Décès en 317 av. J.-C.
- Philippe III de Macédoine.
- Eurydice (épouse de Philippe III).